# Greenlaw
Greenlaw är en ort i Storbritannien.   Den ligger i kommunen Scottish Borders och riksdelen Skottland, i den centrala delen av landet, 500 km norr om huvudstaden London. Greenlaw ligger 150 meter över havet och antalet invånare är 570.
Terrängen runt Greenlaw är lite kuperad. Runt Greenlaw är det ganska glesbefolkat, med 32 invånare per kvadratkilometer. Närmaste större samhälle är Duns, 10,7 km nordost om Greenlaw. Trakten runt Greenlaw består till största delen av jordbruksmark.